# Ataše
Ataše ili atašej (fr. attaché, šp. agregado), najniže je zvanje u diplomatskoj hijerarhiji, prvo kojemu se priznaje diplomatski status. Obično se dodjeljuje mlađim osobama – početnicima, koji tek započinju svoju diplomatsku karijeru.
Razlikuje se atašea – početnika u diplomatskoj profesiji od atašea – člana diplomatske misije koji ima posebnu stručnu i tehničku spremu i kao takav je pridodan misiji da izravno surađuje sa šefom misije i na svojem području, te obično ima i visok rang. Tako primjerice postoji vojni ataše, ataše za kulturu, ataše za suradnju s medijima, trgovinski ataše i drugi.

## Unutarnje poveznice
- vojni ataše

## Vanjske poveznice
- enciklopedijski članak: ataše // Hrvatska enciklopedija, Mrežno izdanje, gl. ur. Slaven Ravlić, Leksikografski zavod Miroslav Krleža, Zagreb, 2016., ISBN 978-953-268-038-6 (pristupljeno 24. siječnja 2017.)